# Ned Kelly
Ned Kelly (Victoria, 1855. június 3. – Melbourne, 1880. november 11.) ausztrál bandita, törvényen kívüli, bandavezér, rendőrgyilkos. Egyike az utolsó ausztráliai határvidéki útonállóknak, köztük is leghíresebb. Amikor utoljára összecsapott a rendőrséggel, házi készítésű vaslemez páncél volt rajta, ennek ellenére elfogták és kivégezték.

## Élete
Kelly Viktória királynő brit gyarmatának polgára volt, harmadik gyerek volt a nyolc közül, ír szülőktől. Az apja elítéltként került Ausztráliába. Nem sokkal a hat hónapos börtönbüntetése letöltése után halt meg. Kelly ekkor, 12 évesen, a család legidősebb férfitagjaként családfenntartó szerepbe került. Kelly családja szegény sorból származott, magukat a viktoriánus rendszer áldozataiként állították be. Kellyt tinédzser korában letartóztatták, mert Harry Powerrel azonosították, aki akkoriban volt bandita. 
Nedet kétszer tartóztatták le, és el is ítélték letöltendő börtönbüntetésre különféle erőszakos bűncselekmények miatt. A leghosszabb börtönbüntetése 1871-től 1874-ig tartott egy lopott ló birtoklásának gyanúja miatt. Később csatlakozott a Greta Mob nevű csoporthoz, akik raktárakat raboltak ki. 1878-ban Ned a lakóhelyén egy rendőrt bántalmazott, emiatt gyilkosság gyanújával perbe fogták. Kelly az ausztrál bozótosba (pusztába) menekült. Anyjáért, akit bebörtönöztek, bosszút esküdött. A történteket a család egyébként balesetnek állította be. Ezután fiatalabb testvérét, Dant és két társukat, Joe Byrne-t és Steve Hartot három rendőr agyonlőtte. A Brit Birodalomhoz tartozó ausztrál állam nem minősítette gyilkosságnak, ha a rendőrök törvényen kívülieket öltek meg.
Kellyt és a bandáját nem sikerült kézre keríteni az őket segítő lakosok hálózatának köszönhetően. A bűnbanda tevékenysége kiterjedt Európára és Jerilderie-re is, továbbá Aaron Sherritt meggyilkolására, ámbár a banda egyik tagja rendőrségi informátorrá vált időközben. Kelly elutasította a kormány és a Brit Birodalom róluk alkotott véleményét, miszerint az ő általa elkövetett cselekmények vezettek az ő törvényen kívülinek nyilvánításához. Úgymond „a családjáért és a szegényekért harcolva” megfenyegette mindazokat, akik ellene vallottak. 1880-ban Kelly megkísérelt eltéríteni egy rendőrségi vonatot. Utoljára ő és a bandája lopott földművelési eszközökből készített páncélba öltözve próbált szembeszállni a glenrowani rendőrséggel. A tűzpárbajnak Kelly volt az egyetlen túlélője, súlyosan megsérült és elkapták. A rengeteg támogató ellenére, akik petíciókkal és tüntetések szervezésével próbálták kiszabadítani, Kellyt kötél általi halálra ítélték, amit az Old Melbourne börtönben hajtottak végre. Utolsó szavai: „ilyen az élet”, széles körben ismertté váltak.

## Az utókor értékelése

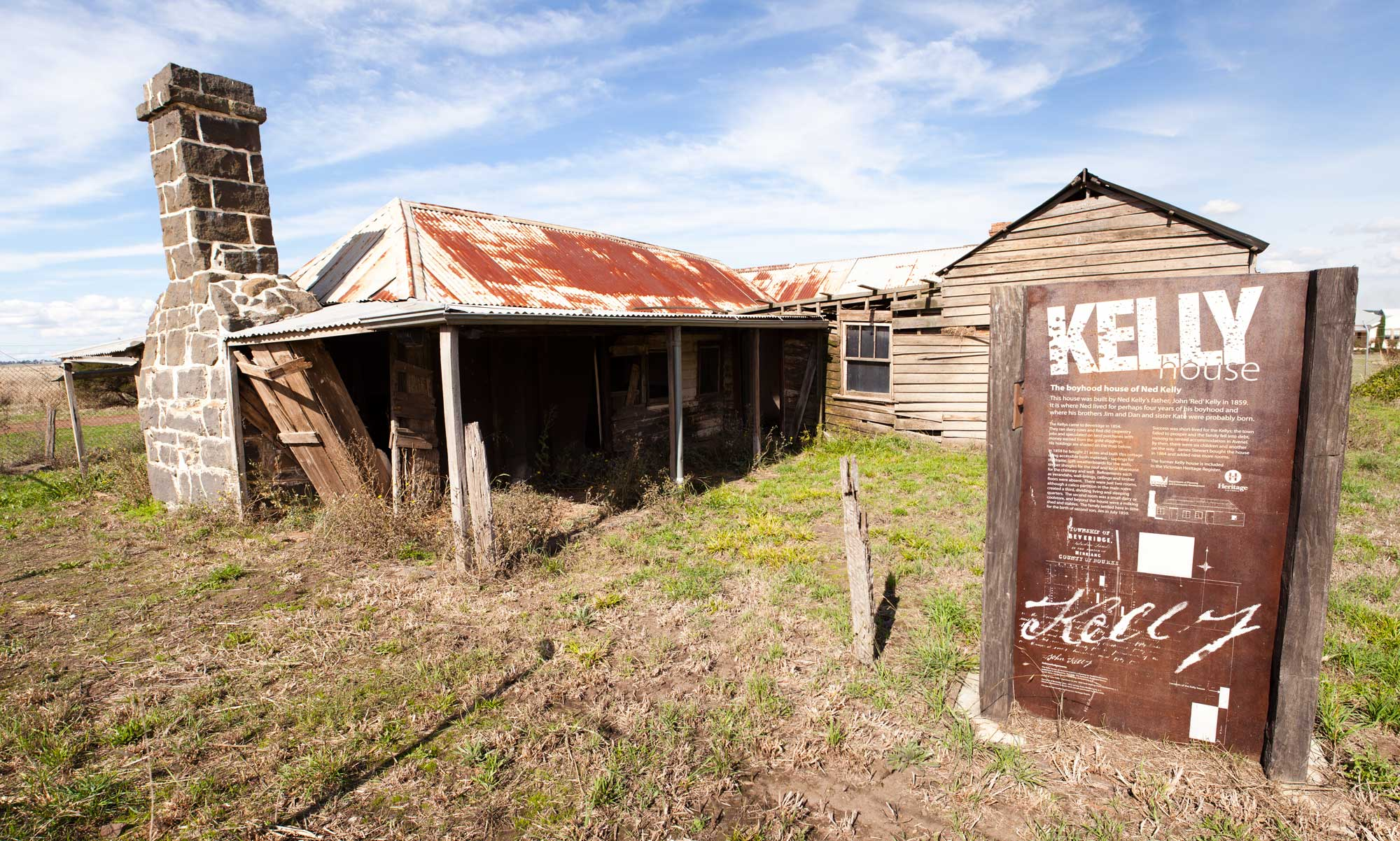
A Kelly fiúk otthona, amelyet édesapjuk épített Beveridge-ben 1859-ben

Geoffrey Serle történész Kellyt és a bandáját az utolsó szervezett és képzett határvidéki társaságnak nevezte, akik tiltakoztak a bozótos puszta, valamint Melbourne és a civilizált világ összekötése ellen. A halálát követő évtizedben Kelly a popkultura egyik példaképévé vált, élete számos művészeti alkotás ihletője lett. Több életrajzi mű témája volt, minden más ausztrál állampolgárnál több monográfia született róla. Kelly megítélése megosztotta az országot, egyesek úgy ünnepelték őt mint Ausztrália Robin Hoodját, mások közönséges gyilkosnak, hazaárulónak, anakronisztikus hősnek látták. Martin Flanagan így nyilatkozott: „Ami Nedet legendássá teszi, az nem az, amit mindenki lát benne, hanem amit mindenki belelát. Ahogy egy bozóttűz a horizonton terjeszti szét a vörös színét az éjszakában.”

## Fordítás
- Ez a szócikk részben vagy egészben  a   Ned Kelly című angol Wikipédia-szócikk ezen változatának fordításán alapul.  Az eredeti cikk szerkesztőit annak laptörténete sorolja fel. Ez a jelzés csupán a megfogalmazás eredetét és a szerzői jogokat jelzi, nem szolgál a cikkben szereplő információk forrásmegjelöléseként.